# Movimiento de Resistencia Judía
El Movimiento de Resistencia Judía (hebreo: תנועת המרי העברי, Tnu'at HaMeri HaIvri, "Movimiento de Rebelión Hebrea"), también llamado Movimiento de Resistencia Unida (MRU), fue un grupo de militantes judíos pertenecientes a diferentes movimientos clandestinos durante el Mandato Británico. El grupo existió entre los años 1945 y 1946, y coordinaba los ataques contra el ejército británico.
El grupo fue fundado tras la Segunda Guerra Mundial, decepcionado por las políticas británicas hacia el movimiento. El Movimiento Sionista tenía grandes esperanzas en la nueva administración de los  Laboristas en Gran Bretaña, elegido inmediatamente después de la guerra. Miembros del Laborismo habían prometido a los activistas sionistas que, en caso de ser elegidos, apoyarían la creación de un Estado Judío en el Mandato Británico. Sin embargo, a pesar de su ascenso al poder, no cambiaron la política discriminatoria británica hacia los judíos en el Mandato y continuó respetando los edictos presentados en el Libro Blanco de 1939.
- La experiencia de la guerra - Los desastrosos acontecimientos sufridos por el pueblo judío en el Holocausto hizo que las disputas entre los movimientos pareciesen mezquinos, empujándolos a unir su lucha. También ha endurecido a los judíos y los hizo más dispuestos a recurrir a la violencia.
- La ventaja de la Unidad - Los dirigentes del Yishuv entendieron que la cooperación de todas las diferentes corrientes sería tener un impacto más potente en el Reino Unido y la opinión internacional.

Iniciaron las negociaciones para la formación del movimiento en agosto de 1945, a instancias de los dirigentes de la Haganá; Moshe Sneh e Israel Galili. A finales de octubre del mismo año se firmó el acuerdo formando el "Movimiento de Resistencia Judía". Los dirigentes del nuevo movimiento incluyeron cuatro representantes: dos de la Haganá (Sneh y Galili), un representante del Irgún (Menájem Beguin) y un representante del Leji (Nathan Yellin Mor).
Con el fin de coordinar las actividades de los grupos civiles una comisión conocida como "Comité X" fue formada por seis miembros, representantes de las distintas fuerzas políticas concurrentes, incluyendo a Levi Eshkol. Las operaciones conjuntas, que aprobaron los planes operacionales, se componía de Yitzhak Sadeh (de la Haganá), Eitan Livni (del Irgún) y Yakov Eliav (del Leji).
Durante la existencia del movimiento, once grandes operaciones se llevaron a cabo, ocho de ellas por el Palmaj y la Haganá, y tres por el Irgún y el Lehi, así como gran cantidad de operaciones menores. Las más notables de estas operaciones fueron la liberación de 200 miembros de la Aliyá Bet del campamento de detención de Atlit, sabotajes en las vías férreas y estaciones de tren en la Noche de los Trenes, ataques contra estaciones de policía británica, destrucción de once puentes en todo el país en la Noche de los puentes y el atentado al Hotel Rey David en Jerusalén.
En agosto de 1946, por causa de la Operación Agatha y el atentado al Hotel Rey David, Chaim Weizmann, presidente de la OSM, hizo un llamamiento al movimiento para poner fin a todas las actividades hasta que una decisión sea alcanzada por la Agencia Judía. La Agencia Judía aceptó la recomendación de Weizmann de poner fin a las actividades, una decisión aceptada a regañadientes por la Haganá, pero no por el Irgún y el Leji. El MRJ fue desmantelado y cada uno de los grupos fundadores continuó funcionando de acuerdo a su propia política.
- Datos: Q2891566